# Artikel (winkel)
Een artikel of winkelartikel is een product dat te koop wordt aangeboden
De verkoop vindt plaats vanuit een winkel, of webwinkel, bijvoorbeeld een supermarkt of een warenhuis. Het overgrote deel van de winkels markeert de voor verkoop bestemde artikelen met een streepjescode. Artikelen zijn vaak ook beveiligd tegen diefstal door middel van een zichtbare of onzichtbare bescherming. Een artikel is een soort product wat een substantie heeft, dus geen dienst die geleverd wordt.